# M1 Garand
M1 Garand eller United States Rifle, Caliber .30, M1 var den første halvautomatiske riffel i verden, der blev udleveret som standardvåben til infanterister. Den erstattede Springfield M1903-riflen i det amerikanske militær i 1936 og blev i 1957 udfaset til fordel for M14-riflen.
M1 blev brugt i 2. verdenskrig, koreakrigen og i begrænset omfang vietnamkrigen. De fleste M1-rifler blev udleveret til amerikanske styrker, men mange blev lånt til andre lande gennem Lend-Lease-systemet. Riflen var standardbevæbning i det danske forsvar efter 2. verdenskrig under betegnelsen gevær M/50. Riflen var i brug frem til 1980, hvor den i Hæren blev erstattet af automatriflen Heckler & Koch G3 (gevær M/75). I Flyvevåbnet blev riflen brugt indtil slutningen af 1990'erne. Jydske Trænregiment brugte den så sent som juni 1990; Kongens Artilleriregiment frem til 1992; Nørrejyske Artilleriregiment i Skive til 1990; Fynske Livregiment til 1991; Slesvigske Fodregiment i Haderslev indtil sommeren 1992 og Sjællandske Trænregiment i Farum til 1992. Geværet blev benyttet af vagtkompagniet i Den Kongelige Livgarde indtil 1995, hvor det afløstes af gevær M/75.

## Historie
M1 Garand blev udviklet af Springfield Armory Firearms designer John Garand. Prototyperne blev forfinet i 1920'erne og 1930'erne. Selvom den officielt blev indført i det amerikanske militær i 1932, blev den først reelt udleveret i 1936 efter ordre fra hærchefen general Douglas MacArthur.
Springfield Armory producerede begrænsede mængder af M1 Garand i de sene 1930'ere og i større og større antal fra 1940 til 1945. Efter starten på 2. verdenskrig i Europa blev riflen også produceret af Winchester Repeating Arms Company i New Haven, Connecticut. Winchester leverede riflen fra 1941 til 1945. Den britiske hær testede M1 Garand som en mulig erstatning for Lee-Enfield No.1 Mk III-riflen, men forkastede den efter test under simulerede kampforhold.
M1-riflens halvautomatiske funktion gav amerikanske styrker en betragtelig fordel i ildoverlegenhed og skudkadence over for fjendtligt infanteri i kampsituationer. Tyske og japanske soldater var typisk udstyret med manuelt betjente rifler, der krævede genladning mellem hvert skud. Indførelsen af Garand-riflen og halvautomatiske rifler generelt stimulerede snart både allierede styrker og aksemagterne til at indføre flere hurtigtskydende håndvåben til deres infanterister og udvikle nye, forbedrede våben. Garand er stadig i dag populær blandt civile våbensamlere og våbenentusiaster over hele verden.
Under Koreakrigen var der behov for yderligere Garand-rifler, og produktionen startede igen. Fra 1953 til 1956 blev riflen fremstillet af International Harvester i Evansville, Indiana og af Harrington & Richardson Arms Co. i Worchester, Massachusetts. 
Beretta i Italien producerede også riflen med Winchester-maskiner. I nyere tid er riflen blevet fremstillet af Springfield Armory Inc. i Geneseo, Illinois. Denne kommercielle variant er tilgængelig i enten kaliber .30-06 Springfield eller .308 Winchester.
M1 viste sig at være en fremragende riffel i 2. verdenskrig og koreakrigen. Japanerne udviklede endda en prototype-kopi til eget brug hen imod slutningen af 2. verdenskrig, men den kom aldrig i produktion. Garand-riflen blev stadig brugt i Vietnamkrigen i 1963, selvom den officielt var afløst af M14 i 1957. Ikke før 1965 blev M1 totalt udfaset i USA.

## Brugere
- Argentina – Benyttet af marineinfanteriet.
- Australien – Brugtes i mindre antal af specialtropper og australske hærenheder knyttet til US-Ground units i Stillehavsregionen i 2. Verdenskrig.
- Cambodja – Modtog fra den amerikanske regering for Khmer Republikkens tropper under cambodjanske borgerkrig 1970-1975.
- Canada – I Canada blev den kun brugt i begrænset antal under Anden Verdenskrig. Garand'en blev betragtet af det canadiske militær som en erstatning for Lee-Enfield No.4-riflen i slutningen af 1940'erne/tidlige 1950'ere, men Koreakrigen forhindrede Garands omfattende introduktion til det canadiske militær og holdt Lee-Enfield i drift indtil indførelsen af FN FAL.
- Chile – Benyttet af de chilenske styrker.
- Danmark – Modtog M1-rifler i stort antal fra USA's regering og blev brugt fra 1950 og et par årtier frem af, lokal betegnelse M50. Erstattet af G3 (M75).
- Grækenland – Standardvåben for hæren indtil sidst i 1970'erne, hvor den blev erstattet af G3. Stadig i brug ved ceremoniel tjeneste af Evzones (præsidentens garde).
- Guatemala
- Haiti – Brugt fra 1940'erne indtil 1994, hvor Haitis militær blev opløst. Stadig i brug ved Haitis nationale politi.
- Holland – Standardudrustning i Hollands hær 1953-1960.
- Iran: Hærens standardriffel indtil indførelsen af G3-riflen.
- Italien – Brugt af hæren fra 1945. Beretta licensbyggede den også indtil indførelsen af BM59 i 1959.[5]
- Japan – Først anvendte våben i de japanske "selvforsvarsstyrker".[6] Anvendes fortsat ved ceremonier.
- Norge – I brug ved hæren fra 1953 til 1968. Derefter erstattet af H & K G3. Anvendes i dag udelukkende ved "Hans Majestet Kongens Gardes Drilltropp".
- Paraguay – Modtog et stort antal M1-rifler fra den amerikanske regering, oplagrede 30.000.
- Sydkorea – Modtog et stort antal M1-rifler fra den amerikanske regering. Standardriffel indtil indførelsen af M16-riflen.
- Sydvietnam – Modtog et stort antal M1-rifler fra den amerikanske regering. Standardriffel indtil indførelsen af M16-riflen.
- Thailand – Kendt lokalt som 'ปลยบ.88'. Brugt af den thailandske livgarde til uddannelse.
- Tyrkiet – Standardriffel ved hæren indtil indførelsen af G3-riflen. Stadig i brug for officielle militære ceremonier og træningsenheder.
- Taiwan – Stadig i brug af ROC æresvagt.
- Vesttyskland – Udleveret til grænsevagter, politi og hær, indtil indførelsen af G1-riflen.
- Vietnam – Bruger erobrede våben.
- USA – Standardriffel fra 1936 til 1963 i den amerikanske hær, flåde, marinekorps og senere i luftvåbnet. Stadig i brug for officielle militære ceremonier og Junior Reserve Officers' Training Corps enheder.
- Østrig – Brugt af den nyoprettede østrigske hær fra 1956, til den gradvis blev udskiftet med StG58, begyndende i 1959.